# N6-metil-lisina ossidasi
La N6-metil-lisina ossidasi è un enzima appartenente alla classe delle ossidoreduttasi, che catalizza la seguente reazione:
N6-metil-L-lisina + H2O + O2 ⇄ L-lisina + formaldeide + H2O2